# Lipotriches aureohirta
Lipotriches aureohirta là một loài Hymenoptera trong họ Halictidae. Loài này được Cameron mô tả khoa học năm 1898.